# ChaoJi
Chaojiコネクタは、2020年にリリースされた新しい電気自動車用の急速充電規格である。
Chademo 3.0とも呼ばれる。コネクタ形状は、底端が平らで、レムニスケート型の形状（∞）である。直接電流を使用して最大900キロワットのバッテリー電気自動車を充電できる。Tこの設計には、各システムに専用の入口アダプターを使用して、CHAdeMO（日本で使用）およびGB/T DC充電（主に中国本土で使用）との後方互換性を持つ。  Chaojiの回路インターフェイスは、CCS（主にヨーロッパおよび北米で使用）としても知られる充電システムと完全に互換性があるように設計されている。
CHAdeMO協議会と中国電力評議会（中国州立グリッドコーポレーション）との共同協定は、2018年8月28日に署名され、その後、開発はより大きな国際コミュニティに拡大された。

## 実装
車両は、車両側のロックメカニズムを備えたメス型のChaoji DC差込口を装備する。この差込口は、GB/T-AC差込口（メス型）、SAE J1772 AC差込口（オス型）、または1-3フェーズACタイプ2差込口（オス型）と併設される。
充電スタンドにはChaojiオス型プラグが装備され、通信プロトコルには2つのバリエーションが実装される。ː
1. ChaoJi-1 中国本土での一次展開のために、GB/Tプロトコルで動作する
2. ChaoJi-2 日本および世界の他の地域での主要な展開のために、Chademo 3.0プロトコルで動作する

通信には、Chaoji -1と-2の両方がCANバスを使用する。 イーサネットを用いた統一された通信プロトコルも検討されている。
送電ピンは10mmで、充電スタンド（オス側）側に接続されている。 コネクタは、少なくともCHAdeMOと同じくらい強いように設計されている。
Chaoji規格の更新により、CHAdeMO 3.1プロトコル（および拡張CCS）との互換性が可能になる。

## メガワット充電

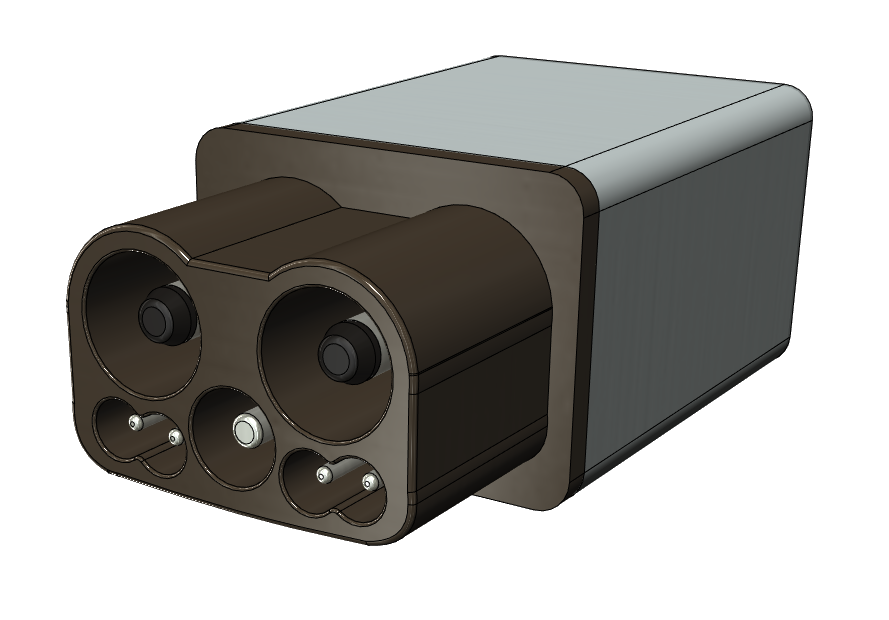
ChaoJiコネクタのレンダリング

標準のChaojiピンアウトの上に追加のパワーピンを備えた「Ultra-Chaoji」というコードネームという新しいカプラーが現在開発中である。 Ultra-Chaojiは、近い将来、電化型の大型車両（HDV）、飛行機、船で使用されることが期待されている。

## 語源
"超"を意味する中国語: 超级 拼音: chāojí から来ている。
他にもこの名前にする理由は複数あった。Chaojiという言葉自体は中国で「充電器」に似ており、CHAdeMOのように「Cha」から始まる。